# L'Âme et la Vie
 (janvier 2016).
Si vous disposez d'ouvrages ou d'articles de référence ou si vous connaissez des sites web de qualité traitant du thème abordé ici, merci de compléter l'article en donnant les références utiles à sa vérifiabilité et en les liant à la section « Notes et références ».
L'Âme et la Vie est un ouvrage constitué de textes essentiels de Carl Gustav Jung, réunis et présentés par Jolande Jacobi, introduits par Michel Cazenave.
Ce choix de textes éclaire et illustre les aspects les plus caractéristiques, les plus accessibles aussi de la doctrine de Carl Gustav Jung.

## Résumé chapitre par chapitre

### Témoignage en faveur de l’âme
Jung établit un lien entre le corps et l’âme. "Il n’existe probablement pas une maladie du corps dans laquelle ne joue aucun facteur psychique, de même que dans nombre de troubles psychogènes interviennent des éléments corporels".
La définition de l’âme prend ses sources dans la philosophie, la théologie, la psychologie. L’âme représente la partie invisible de l’homme. L’âme ou psyché est à l’origine de tous les faits humains : de la civilisation comme de la guerre. "Tout est d’abord psychique et invisible".
Il est important de différencier âme et conscience. La conscience est à rapprocher du Logos (du verbe), de la capacité à dire le réel, tandis que l’âme humaine est « fantaisie créatrice ». La psyché crée chaque jour la réalité. La conscience observe et dit la réalité.
L’âme est mouvante, changeante. Elle s’oppose à la rigidité des doctrines, élaborées par la conscience : "La vie éternellement changeante de l’âme représente comme une réalité plus forte, mais aussi moins confortable que la sécurité rigide d’une doctrine".
Les mythes nourrissent l’âme humaine. La fiction trouve une résonance dans les fondements de l’essence humaine. Les récits fabuleux, tentant de donner un sens à l’origine, sont en premier lieu « des manifestations psychiques représentant l’essence de l’âme ». On observe avec la montée des sciences, la déspiritualisation de la nature, apanage des sciences physiques et naturelles avec leur connaissance objective. Le monde semble circonscrit dans des théories scientifiques qui donnent un sens au réel, au visible. Le danger est, d’écarter l’invisible, la part inconsciente, inconnue de tout être humain, d’oublier l’âme.
La psychologie ouvre d’autres portes, une autre perception de l’âme, après les mythes. Elle ressemble à Janus aux deux visages. Elle regarde en avant et en arrière. Elle s’intéresse au passé et au présent pour construire un avenir meilleur. 

### La conscience et l’inconscient
La conscience est « comme un enfant qui naît chaque jour du fond originel maternel de l’inconscient ». Elle se laisse dresser comme un perroquet, mais ceci n’est pas vrai de l’inconscient. C’est d’ailleurs pour cela que St Augustin remercia Dieu de ne pas l’avoir rendu responsable de ses rêves. Les dieux sont des personnifications indubitables des forces de l’âme. La conscience est une île dans l’océan d’inconscient. L’émotion est la source principale de toute prise de conscience. 
La conscience conduit aussi à une forme d’orgueil, symbolisé dans la conscience gonflée de la grenouille (cf. fable de La Fontaine "la grenouille qui se veut faire aussi grosse que le bœuf"). Une conscience gonflée comme la grenouille de la fable est égocentrique et n’est consciente que de sa propre présence. Elle est incapable de tirer des leçons du passé, incapable de comprendre les événements du moment, et incapable de trouver des conclusions justes quant à l’avenir. Une telle conscience est hypnotisée par elle-même, c’est pourquoi il est impossible de converser avec elle. Elle se condamne inévitablement à des catastrophes qui risquent de la détruire d’un seul coup. 
L'histoire d'Adam et Ève représente l’acquisition de la conscience, la violation d’un tabou. Dieu a interdit aux hommes de goûter au fruit de l'arbre de la connaissance et pourtant ils l'ont fait. Cet événement de l'histoire biblique fait écho au mythe de Prométhée. Toute démarche vers une plus grande conscience mène à une sorte de culpabilité prométhéenne. La conquête d’une nouvelle connaissance est comme un rapt du feu divin. On arrache un élément de l’inconscient pour le rendre conscient.
Adam et d'Ève rappellent le « péché » de la conscience. La conquête de la conscience est le fruit le plus précieux de l’arbre de Vie. L’arbre magique confère à l’homme sa victoire sur la terre et subséquemment une plus grande victoire sur lui-même: il devient lui-même créateur et entre en concurrence avec Dieu.

### Les archétypes
L’âme du nouveau-né est prédéterminée par l’hérédité. Elle est pleine, individualisée.
Définition de l’archétype :
Ce sont des images que la raison admet généralement comme étant sans valeur. On peut les utiliser dans diverses formes d’expression, telles que l’art, la spéculation philosophique, la spéculation quasi-religieuse. Les archétypes sont des forces vitales. Ils doivent être pris au sérieux car ils protègent et sauvent. Les enfreindre entraîne des névroses, « des périls de l’âme », bien connus des peuples primitifs. Ils sont des symboles vivants : plus le symbole est archaïque et profond, c’est-à-dire plus il est physiologique, plus il devient collectif et universel, matériel. 
La vie du Christ est archétypique. Elle représente un modèle toujours vivant pour les Chrétiens. Elle est reliée à la vie secrète et inconsciente de chacun. Le Dieu fait homme est parlant par son histoire et celles de ses paraboles. Un symbole actif est inattaquable. Les Dieux païens sont aussi des archétypes de l’inconscient.

### Le rêve
Les rêves sont les produits de l’âme inconsciente. 
Pour interpréter un rêve, il faut connaître le contexte conscient et savoir que l’inconscient a une tendance compensatrice par rapport au conscient. Le rêve s’exprime toujours à l’aide de paraboles et d’allégories.
Selon Nietzsche, la pensée onirique est une forme « phylogénétique »  antérieure de notre pensée. Un rêve appartient à une série, il faut éviter de l’interpréter isolément. Certains praticiens estiment que le rêve est indispensable au traitement des névroses, notamment ceux qui attribuent à l’inconscient un rôle déterminant.
S’occuper des rêves, c’est réfléchir sur soi-même. Réflexion sur le Soi (être social, libéré de l'ego, du moi), sur l’âme obscure, la part d’inconscient en nous.

### Médecin et malade
Le bon médecin est celui qui a connu la vie : l’amour et la haine. Le médecin qui observe, libéré de toute formule, doit laisser agir sur lui la réalité sans loi, vivante, dans toute sa richesse. Dans la réalité psychologique, il n’y a que des cas individuels révélant des besoins et des exigences si divers, qu’au fond, on ne peut jamais savoir dans quelle voie un cas nous engagera. Le médecin a donc avantage à renoncer à toute opinion préalable. « L’art [pratique médicale] véritable est créateur et ce qui crée est au-delà de toute théorie. » 
Un bon médecin doit avoir fait une psychothérapie avec quelqu'un d’autre, car on est souvent aveugle à son propre égard. Pour soigner un malade, il ne faut jamais que le médecin condamne en son for intérieur l’être qui se confie à lui. On ne saurait changer ce qu’on n’accepte pas. La condamnation morale ne libère pas, elle opprime. On peut condamner là où l'on espère et où l’on peut aider et améliorer. Un bon médecin est quelqu'un qui s’est accepté avec toutes ses faiblesses. Les malades ne veulent pas de discours moralisateurs.
La névrose est désunion avec soi-même. Elle est la souffrance d’une âme, avec toute sa complicité. 
Perdre une névrose est synonyme de perdre son objet ; la vie s’émousse et ainsi demeure vide de sens. Ce n’est pas une guérison, c’est une amputation. La névrose est donc une partie intrinsèque de l’être. L’état de souffrance de la névrose rappelle celui de la guerre civile.
Le névrosé est malade parce qu’il n’a pas conscience de ses problèmes. Lorsque le moi est « un antre de peur », c’est parce que l’individu s’enfuit devant lui-même sans en rien vouloir connaître. 
Le problème de la guérison est un problème religieux. Le pardon permet de guérir l’état de souffrance des hommes. Mais comment peut-on dire "frère" au loup qui nous dévore ? Une névrose est liquidée, quand elle a corrigé la mauvaise attitude du moi.

### Homme et femme
Là où l'amour règne, il n'y a pas volonté de puissance et là où domine la puissance, manque l'amour. L'un est l'ombre de l'autre.
Jung pense que les maladies sexuelles ont un lien avec l’âme. Ethos (respectabilité, dignité, morale) et sexualité s’opposent au lieu de s’allier. La vie érotique ne s’épanouit que lorsque l’esprit et l’instinct se trouvent en une heureuse concordance. Trop d’animalité défigure l’homme civilisé, trop de culture crée des animaux malades.
La psychologie de la femme s’appuie sur l’Éros (relation psychique, amour), tandis que celle de l’homme sur le Logos (intérêt objectif, verbe). La femme est reliée à l’amour, l’homme à l’esprit (rappelle la complémentarité anima/animus). Beaucoup d’hommes sont aveugles d’un point de vue érotique car ils confondent l’Éros et la sexualité.

### Jeunesse et vieillesse
Dans la première moitié de sa vie, dont l'orientation est biologique, l'homme a en général, vu la juvénilité de tout son organisme, la possibilité de supporter l'élargissement vital et d'en faire quelque chose de valable. L'homme dans la seconde moitié (que l'on appelle le subconscient) est naturellement orienté vers le savoir parce que les forces déclinantes de son organisme permettent de subordonner les instincts aux intérêts culturels.
Tout ce que nous voulons modifier chez les enfants devrait d'abord être examiné avec attention pour voir si ce n'est pas quelque chose qui devrait être changé en nous-mêmes : notre enthousiasme pédagogique par exemple.
Le processus même de la civilisation consiste en un domptage progressif de tout ce qu'il y a d'animalité dans l'homme... Deux réalités s'imposent nécessairement en nous : nature et civilisation.
Éducation :
Pour l’homme jeune, il s’agit pour l’éducateur de lever les obstacles qui empêchent l’épanouissement et l’ascension. Pour l’homme vieux, il est important de favoriser tout ce qui peut constituer un appui au cours de la descente.
L’éducateur doit posséder un « enthousiasme pédagogique » et connaître ses points faibles. On oublie trop souvent l’importance de « l’éducation de l’éducateur ». On éduque des enfants et parfois on néglige l’éducation des adultes.
« Les enfants sont éduqués par ce que l’adulte est et non par ses bavardages ».
Un homme de valeur inférieure n’est jamais un bon maître, il dissimule sa dangereuse infériorité empoisonneuse secrète des élèves, derrière d’excellents procédés et une brillante aptitude intellectuelle à l’élocution.
Certains bons élèves peuvent être « bons » par leurs bonnes méthodes et non par ce qu’ils sont. L’éducateur doit veiller à l’éducation de l’être et non au paraître.
La discipline à étudier est évidemment un matériau dont on ne peut se passer, mais la chaleur est l’élément vital nécessaire à la plante comme à l’âme de l’enfant.
« La meilleure méthode [éducative] est celle qui sait faire pousser un arbre de façon qu’il remplisse le plus parfaitement possible les conditions de croissance mises en lui par la nature. »
L’art de vivre est le plus noble des arts.

### L'individu et la communauté
Dans la mesure où les collectivités sont de simples accumulations d'individus, leurs problèmes sont aussi des accumulations de problèmes individuels. De pareils problèmes ne sont jamais résolus par la législation ou par des tours de passe-passe. Ils ne peuvent être résolus que par un changement général dans l'attitude de l'homme. Et ce changement ne saurait commencer ni par la propagande ou par des meetings monstres, ni par la violence. Il commence par un changement dans les individus. Et il se manifestera par la transformation de leurs penchants, de leurs goûts et dégoûts personnels, et de leur conception de la vie et de ses valeurs, et seule une accumulation de telles métamorphoses individuelles amènera une solution collective.
On a tendance à projeter notre psychologie sur autrui.
« La psychologie des individus correspond à la psychologie des nations. Ce que font les nations chaque individu le fait aussi (…). Seules des modifications dans l’attitude profonde des individus peuvent être à l’origine de changement dans la psychologie des nations. »
La guerre
Elle est expliquée par le psychologue comme un état de possession inconscient. La métamorphose s’effectue dans l’individu isolé, car les masses sont des animaux aveugles. Le conflit avec soi est souvent humiliant. Il abaisse intérieurement et extérieurement. Le changement de la société passe par un changement de l’individu. Dans l’état de guerre, chacun projette sur le voisin son propre état psychique : ainsi se crée le devoir sacré d’avoir les plus gros canons et les gaz les plus asphyxiants.  
Guerres et cataclysmes ne sont rien d’autre que des épidémies psychiques. Elles nous menacent.
Inconscient collectif
Les conditions sociales, politiques et religieuses générales affectent l’inconscient collectif et animent ainsi ses contenus. Le plus souvent alors un individu ou plusieurs doués d’une intuition particulièrement puissante, perçoivent ces transformations de l’inconscient collectif et les traduisent en idées communicables. Ces idées se répandent ensuite avec rapidité, parce que des transformations analogues  se sont produites dans l’inconscient d’autres hommes.
« La modification du caractère qui résulte de l’irruption des forces collectives est étonnante. Un être doux et raisonnable peut devenir un forcené ou une bête sauvage. (…) Nous vivons sur un volcan qui peut se mettre en éruption. Le fou comme la masse est gouverné par des forces impersonnelles bouleversantes. » 
Critique de l’esprit de masse
"Les amas d’hommes sont toujours les foyers d’épidémies psychiques". Il cite notamment la maladie du monde romain et la chute de l’empire qui en résulta.
Dionysos
Dieu de l’ivresse, de la musique, de l’orgie et de la fête, il représente l’abîme de la dissolution passionnée de tout particularisme humain au sein de ce que l’âme originelle peut avoir de divin et d’animal. Il symbolise le déchaînement contre une humanité noblement assoupie dans la culture.
Le culte de Dionysos avait un réel pouvoir spirituel, celui de contrôler l’enfer orgiaque. Aujourd’hui, nous l’avons abandonné et nous avons ouvert les portes de l’enfer.
« La disposition d’esprit primitive n’invente pas de mythes, elle les vit. Les mythes sont, l’origine, des révélations de l’âme préconsciente, des affirmations involontaires au sujet de faits psychiques inconscients. (…) La mythologie chez les tribus primitives est une religion vivante, sa perte entraîne des catastrophes morales importantes. »
Prépondérance de l’individu sur la masse
« C’est l’individu qui est par excellence le facteur de différenciation. Les plus grandes vertus, les créations les plus sublimes, comme aussi les pires défauts et les pires atrocités sont individuelles. Nier la force individuelle, c’est anéantir la seule source du progrès moral et spirituel. »
« Tant que l’élu cherche à atteindre un prestige, son action est créatrice, celle de son clan l’est également quand ce dernier cherche à lutter contre des forces hostiles et obscures. Dès que l’approbation générale est atteinte, l’élu perd de son prestige. Ce schisme produira l’occasion de recommencer. »
Différenciation individualisme/individuation
Individualisme : il met en relief la prétendue particularité de l’individu en opposition aux égards et aux devoirs en faveur de la collectivité. Ego, Moi.
Individuation : accomplissement meilleur et plus complet des tâches collectives d’un être. Il s’agit de « l’être collectif », du « Soi ».

### Connaissance et création
Science
La connaissance repose non seulement sur la vérité mais aussi sur l’erreur. Le but de la science n’est pas la description des faits, mais la découverte de la loi (ce qui est reproductible, ce qui peut être réinventé, ce qu’on peut reproduire dans le réel).
Les opinions contradictoires sont nécessaires à l’avancée de la science. Elles ne doivent pas se raidir sous peine de se dresser les unes contre les autres au lieu de communier et de chercher une synthèse.
Qu’est-ce qui entrave les progrès de la science ?
« (…)un conservatisme typique de l’autorité, la vanité infantile du savant qui veut avoir raison et sa peur de se tromper. »
Il faut également faire attention aux pièges du rationalisme éclairé, à la foi inébranlable que l’homme accorde à tout ce qui porte l’étiquette scientifique et au sectarisme scientifique.
Différenciation entre dogme/science
Dogme : facteur religieux d’une valeur inestimable, précisément à cause de son caractère absolu.
Science : elle a besoin de l’incertitude pour avancer, c’est un élément vital.
Le risque dans les deux cas est de sombrer dans l’intolérance, le dogmatisme, le fanatisme, car on écarte tous les doutes qui perturbent. Seul le doute est père de la vérité scientifique.
Différenciation entre philosophie/psychologie
La philosophie s’intéresse au monde, tandis que la psychologie se penche sur l’âme.
Art
« Les forces créatrices irrationnelles qui se manifestent avec le plus de netteté dans l’art, se moquent finalement de tout effort de rationalisation. »
L’œuvre d’art n’est pas constituée d’éléments personnels, elle s’élève au-dessus du moi. Elle provient de l’esprit et du cœur. Les éléments personnels constituent une limitation ou même un vice à l’art. Faust prend ses racines dans l’âme de l’humanité.
Chef-d’œuvre
« Un chef-d’œuvre, tout en étant objectif et impersonnel, nous atteint dans ce que nous avons de plus profond. (…) c’est ainsi que les besoins psychiques d’un peuple s’accomplissent dans l’œuvre du poète et c’est pourquoi cette œuvre est en fait et en vérité plus qu’une destinée personnelle pour son auteur. »
L’artiste fait parler l’inconscient collectif
L’artiste est l’interprète des secrets de l’âme de son temps, sans le vouloir, comme tout vrai prophète, parfois inconsciemment à la manière d’un somnambule. Il est instrument de son œuvre. Il est rarement capable d’interpréter son œuvre, il laisse aux autres le soin de le faire. L’artiste est un « homme collectif ». Il faut distinguer la personne parfois égoïste et l’artiste, homme collectif qui porte et exprime l’âme inconsciente et active de l’humanité. On remarque souvent une discordance entre le génie et le caractère humain, les dons supérieurs n’ont pas forcément de développement en rapport avec la maturité de la personne. « L’homme est parfois puéril, insouciant, égoïste, naïf, vaniteux. »
Jung ne croit pas aux génies méconnus. Ils sont pour lui des incapables à la recherche d’eux-mêmes.

### Du recueillement et de la prise de conscience de soi-même
Ne point vouloir voir ses propres fautes et les projeter est le début de la plupart des querelles; c'est la garantie, la plus solide garantie que l'injustice, la haine et la persécution ne sont pas sur le point de disparaitre.
Jung propose de donner plusieurs définitions qui aident au travail sur soi:
Barbarie: La barbarie est partialité, manque de mesure, bref, défaut de proportion. 
Erreur : L’erreur est une condition de vie aussi importante que la vérité.
Action : ce qui importe, ce ne sont pas les bons et sages discours, c’est uniquement l’action.
Liberté : Nous ne jouissons pas d’une liberté souveraine : nous sommes perpétuellement menacés par certains facteurs psychiques qui en tant que « forces de la nature » peuvent nous prendre en leur possession.
« Pour être libre, il faut en premier lieu vaincre la barbarie. On y parvient en comprenant les causes et motivations de sa moralité comme des éléments de sa propre nature et non comme des bornes extérieures. »
Doutes/certitudes : On désire que la vie soit simple, sûre et sans encombre, c’est pourquoi les problèmes sont tabous. On veut des certitudes et non des doutes ; on veut des résultats et non des expériences, sans s’apercevoir que les certitudes ne peuvent provenir que des doutes et les résultats des expériences.
Hypocrisie et vertus : De nos jours, l’individu se sentant encore entravé par l’hypocrite opinion publique, préfère organiser en privé sa vie secrète et jouer en public l’être vertueux.
« Les hommes qui s’imposent un éthique excessive dont la pensée, les sentiments et les actes sont toujours altruistes et idéalistes se vengent de cet intolérable idéalisme en se tendant des pièges. »
« L’imperfection humaine détonne toujours dans l’harmonie de nos idéaux. »
Soi : Le soi est l’ensemble complexe de la personnalité englobant le conscient et l’inconscient. Le sentiment d’infériorité morale provient d’un conflit avec le Soi (être collectif, social).
S’aimer : Vivre en se fuyant soi-même est amer et vivre avec soi-même exige un ensemble de vertus chrétiennes qu’il faut s’appliquer à soi-même : patience, amour, foi, espérance et humilité.
Il vaut mieux toujours apprendre à se supporter que de se faire la guerre à soi-même.
Querelles : « Ne point vouloir voir ses propres fautes et les projeter, tel est le début de la plupart des querelles. »
Responsabilité individuelle : « L’homme intelligent puise son enseignement de ses propres fautes ». Il se posera la question : qui suis-je donc pour que tout cela m’arrive ?
« L’autocritique en tant qu’activité d’introspection et de discrimination, est indispensable à toute tentative de comprendre sa propre psychologie. »
L’homme qui se sent dans une situation difficile, qui sent qu’il a besoin de s’améliorer, bref, qui veut « devenir » est bien obligé de se consulter lui-même.

### Entre le bien et le mal
Jung propose de donner quelques définitions de ce qui nous fait souffrir, de ces concepts qui se trouvent à la limite entre le bien et le mal. Est-ce un bien ou un mal de vouloir donner une image parfaite de soi-même? Il explique aussi qu'en tout être humain se trouve une part d'ombre et de lumière. La part d'ombre doit être acceptée, digérée, "conscientisée", afin de permettre une plus grande plénitude.
Persona : Elle est ce que l’être paraît, ce que les gens voient en nous. Elle se veut l’image idéale, mais factice de nous-mêmes. Tout ce que la personne ne réussit pas à faire cadrer avec l’ensemble apparemment parfait sera refoulé, oublié, omis. Le sujet, dans ce cas, sacrifie trop de composantes humaines au bénéfice d’une image idéale de lui-même.
« Celui qui s’est forgé une persona trop avantageuse souffre d’une émotivité maladive. »
« Le miroir ne flatte pas, il donne une image fidèle de ce qui regarde en lui, c’est-à-dire le visage que nous ne montrons jamais au monde parce que nous le dissimulons au moyen de la persona, ce masque de l’acteur. »
Êtres personnels : Les êtres très personnels sont en même temps très susceptibles, car il suffit d’un rien pour qu’ils se trouvent confrontés à un aspect de leur caractère réel, c'est-à-dire individuel auquel ils se refusent et dont ils refusent de prendre conscience. Les charges et les titres sont des compensations faciles à des insuffisances personnelles. L’homme s’aliène au profit d’une personnalité artificielle.
L’ombre : Malheureusement il n’est pas douteux que l’homme est, dans l’ensemble moins bon qu’il ne s’imagine ou ne voudrait être. Chacun est suivi d’une ombre et moins celle-ci est incorporée dans la vie consciente de l’individu, plus elle est noire et dense. Si une infériorité est consciente, on a toujours la chance essentielle de la corriger.
Si l’ombre est refoulée et isolée de la conscience, elle ne sera jamais corrigée.
« L’ombre est quelque chose d’inférieur, de primitif, d’inadapté et de malencontreux, mais non d’absolument mauvais. »
« Il n’y a pas de lumière sans ombre et pas de totalité psychique sans imperfection. La vie nécessite pour son épanouissement non pas de la perfection mais de la plénitude. Sans imperfection, il n’y a ni progression, ni ascension. »
Névrose : « La névrose est l’ombre considérablement intensifiée. La guérison de la névrose passe par un équilibre entre la personnalité consciente et l’ombre. »
Refoulement : C’est une manière semi-consciente, semi-intentionnelle de laisser aller les choses dans l’indécision ou une tentative de masquer par du mépris une impuissance à atteindre quelque chose d’inaccessible, ou bien un refus de voir, permettant de ne pas prendre conscience de ses propres désirs.
« Le refoulement répond à un penchant plutôt immoral. On cherche à s’abstraire de la nécessité afin de ne pas prendre de décisions désagréables. »
Maladie : Le secret et la rétention affective entraînent des dommages auxquels la nature en fin de compte répond par des maladies. Ils n'entraînent des dommages que si le secret et la retenue sont personnels. Mis en commun, ils peuvent devenir des vertus salutaires.
Souffrance : C’est de la souffrance de l’âme que germe toute création spirituelle et c’est en elle que prend naissance tout progrès de l’homme en tant qu’esprit. Or, le motif de cette souffrance est la stagnation spirituelle, la stérilité de l’âme.

### De la vie de l’esprit
L’esprit est supérieur à l’intellect, car il englobe non seulement ce dernier, mais encore avec lui la sensibilité et le cœur. Il est orientation et principe de vie aspirant à de claires hauteurs surhumaines.
Héraclite a découvert la loi des contraires. L’irrationnel ne doit et ne peut être exterminé. Les Dieux ne peuvent et ne doivent pas mourir. L’esprit occidental doit trouver une posture qui permette l’union des contraires, tel que le tao chinois l’enseigne. Union entre intérieur et extérieur. C’est de la synthèse des contraires que naît l’énergie créatrice.
Si devenir fou n’est pas un art, on peut extraire de la folie une forme de sagesse. Le vrai sage est celui qui a su contrôler sa part de folie.
L’instinct traîne toujours à sa suite et dans son orbe des teneurs archétypiques aux aspects spirituels, teneurs par lesquelles il se trouve à la fois fondé et limité. La sexualité est le porte-parole des instincts. Le spirituel la considère comme ennemie. Le spirituel et l’instinct se mêlent pour former l’énergie psychique. 

### L’Occident / L’Orient
La culture orientale nous recentre sur ce que nous repoussons comme estimant être sans importance : le destin de notre humanité intérieure. L’Orient apprend le non-agir, le fait de laisser venir.
Il faut tenir compte de ce que nous trouvons inférieur. Les grands changements proviennent d’en bas. Le bas, la terre sont des principes essentiels. L’arbre prend racine dans le sol.
L’histoire se trouve davantage dans notre sang que dans les grands volumes.

### Le devenir de la personnalité
Nous percevons le monde de manière subjective. Ce que nous ressentons, provient de nous. Il est important de se réformer soi-même avant de réformer le monde.
Chacun a une intuition (« prescience intuitive ») de ce qui devrait être et ce qu’il devrait être. Ne pas tenir compte de cette intuition, c’est faire fausse route et déboucher à plus ou moins long terme dans la maladie.
Il n’y a pas de solution à un problème, juste un enfouissement ou un dépassement. Le problème n’a été ni refoulé, ni rendu inconscient, il est simplement apparu sous un jour différent qui l’a transformé. Nous ne sommes plus dans le problème mais au-dessus. Les grands problèmes de la vie ne sont jamais définitivement résolus. S’ils le paraissent parfois, c’est toujours à notre détriment. Leur sens et leur but ne semblent pas résider dans leur solution, mais dans l’activité que nous dépensons inlassablement à les résoudre.

### Destin, mort et renouvellement
La vie n’est pas rationnelle, car elle possède un fondement en dehors de la raison humaine. La raison est incapable de créer l’image, le symbole qui est irrationnel. Nous sommes partout soumis au hasard imprévisible.
La mort est psychiquement parlant aussi importante que la naissance et comme celle-ci, elle est une partie intégrante de la vie.
L’âme existe avant le moi. S’il n’est pas possible de prouver son immortalité, on peut y croire. Le culte des morts repose sur la croyance à la durée intemporelle de l’âme. En le rationalisant, nous avons écarté le besoin spirituel. « Le Livre des morts du Tibet » de Bardo Thödol est un enseignement important.
Le Christ meurt toujours, de même qu’il renaît toujours ; car la vie psychique est intemporelle en comparaison de notre attachement individuel au temps.
Notre époque est celle de la mort et de la disparition de Dieu.
Le don doit être perçu comme une perte, un anéantissement, un auto-sacrifice. Par l’auto-sacrifice nous nous gagnons nous-mêmes, c'est-à-dire le Soi. « C’est seulement ce que nous donnons que nous possédons. »

### La voie vers Dieu
« Les religions sont des systèmes psychothérapeutiques (…). Elles expriment l’immensité du problème psychique en puissantes images. Ce sont des professions de foi et des perceptions de l’âme et en même temps des révélations et des manifestations de son essence. » Il existe une image archétypique de Dieu. L’intellect humain ne peut répondre à la question divine.
Les protestants croient en la naissance virginale et ont le sens du Salut. Ils ont donné plus d’importance au texte biblique. D’après Jung, psychologiquement, la naissance virginale existe.
« Dans une humanité spirituellement sous-alimentée, Dieu lui-même ne peut prospérer.
Le monde est la souffrance de Dieu. »
Le paradoxe aussi étrange que cela semble, est une de nos possessions spirituelles suprêmes, alors que la pensée univoque est un signe de faiblesse. Le paradoxe embrasse la plénitude de la vie.